# Complejo industrial Burés
La fábrica Burés de Anglés (Gerona, Cataluña, España) es uno de los centros de producción de tejidos e hilado de algodón creado en 1887 por la sociedad "Burés y Salvadó" y que terminó su actividad, bajo el nombre de Buretex, en 2008 El año 2010 fue declarada Bien Cultural de Interés Nacional por acuerdo publicado en el DOGC el 23-12-2010, debido al buen estado de conservación de su maquinaria.
En 1895 se creó la razón social "Burés y Salvadó", formada por Francisco Burés Borràs y sus tíos. La nueva sociedad era heredera de las industrias creadas en el Bages por la familia Burés desde hacía dos generaciones. Esta sociedad construyó la nueva fábrica de hilados y tejidos de algodón en la cuenca del Ter, cerca de Anglés (la Selva).
La fábrica aprovechaba la energía del río Ter a través del "Canal de las Industrias". A finales del siglo XIX, las irregularidades del caudal hacen que se opte primeramente por el carbón de Osor, hasta que se construye el edificio del vapor. Más adelante promovieron la construcción del salto del Pasteral para obtener energía eléctrica desde donde se suministró electricidad tanto en la fábrica como en toda la comarca. Hasta que en 1960 se explotó conjuntamente con Hidroeléctrica de Cataluña.
A la larga, esa industria, conocida como Industrias Burés, cambiaría radicalmente la vida de la población y se convirtió a finales del siglo en la más importante del grupo. La fábrica de Anglés se comenzó con una sola nave. La Burés, que los primeros años contaba con 250 trabajadores aportó la electricidad a la villa. De hecho, para celebrar la inauguración el 13 de noviembre de 1887, se instala el alumbrado público en la plaza del ayuntamiento y se considera que Anglés fue el primer pueblo de Cataluña en tenerla. En 1890 se construye la segunda nave y la tercera en el 1902. En este momento de máxima actividad, la fábrica cuenta con 800 trabajadores que soportan condiciones laborales deplorables. Para paliar esta situación, se construyeron viviendas para los obreros.
Durante la guerra civil española fue colectivizada y convertida en fábrica de armamento. El mismo año 1939 la industria vuelve a producir tejidos y llega a tener más de 1.000 trabajadores hasta finales del siglo XX y primeros del siglo XXI, cuando en septiembre de 2002, Hilados Burés hace suspensión de pagos, cierra la empresa y se inicia un movimiento social para proteger y conservar el edificio del vapor. En el 2003 el Ayuntamiento de Anglés adquiere la propiedad de la máquina del vapor en subasta pública y el año 2006, por convenio urbanístico, la propiedad de varias naves.

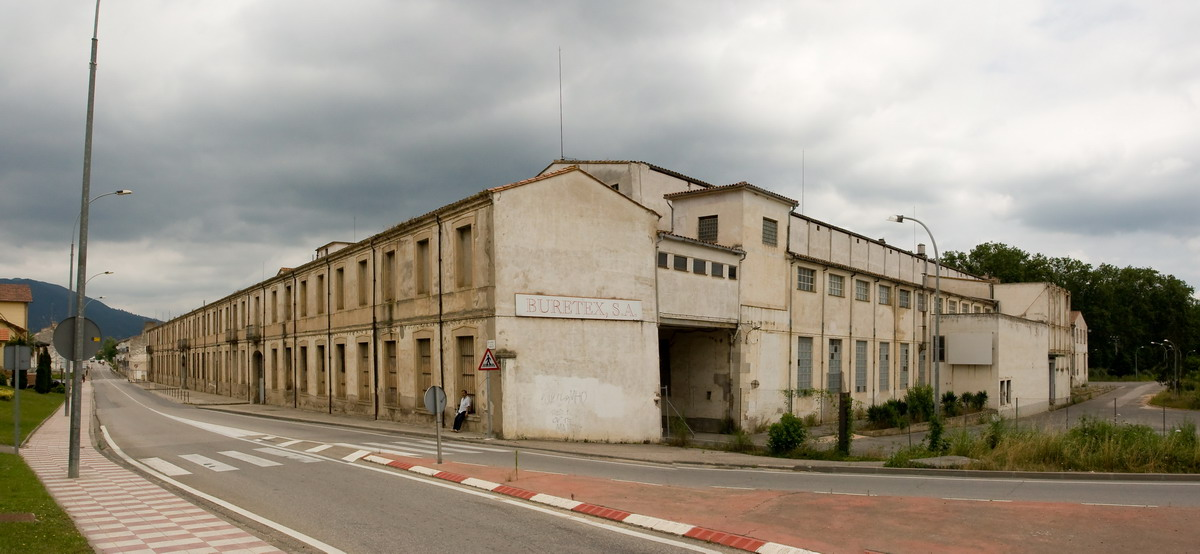
Vista exterior de la fábrica (2008)
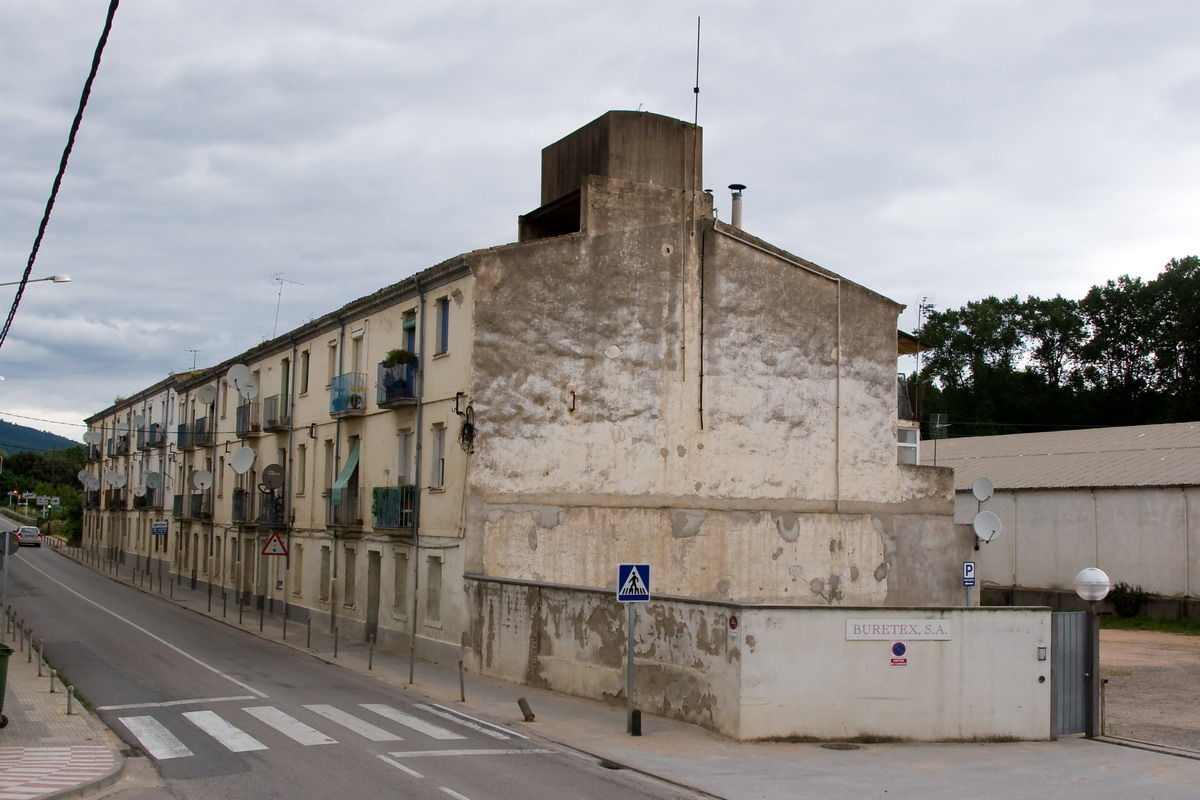
Colónia casas de trabajadores
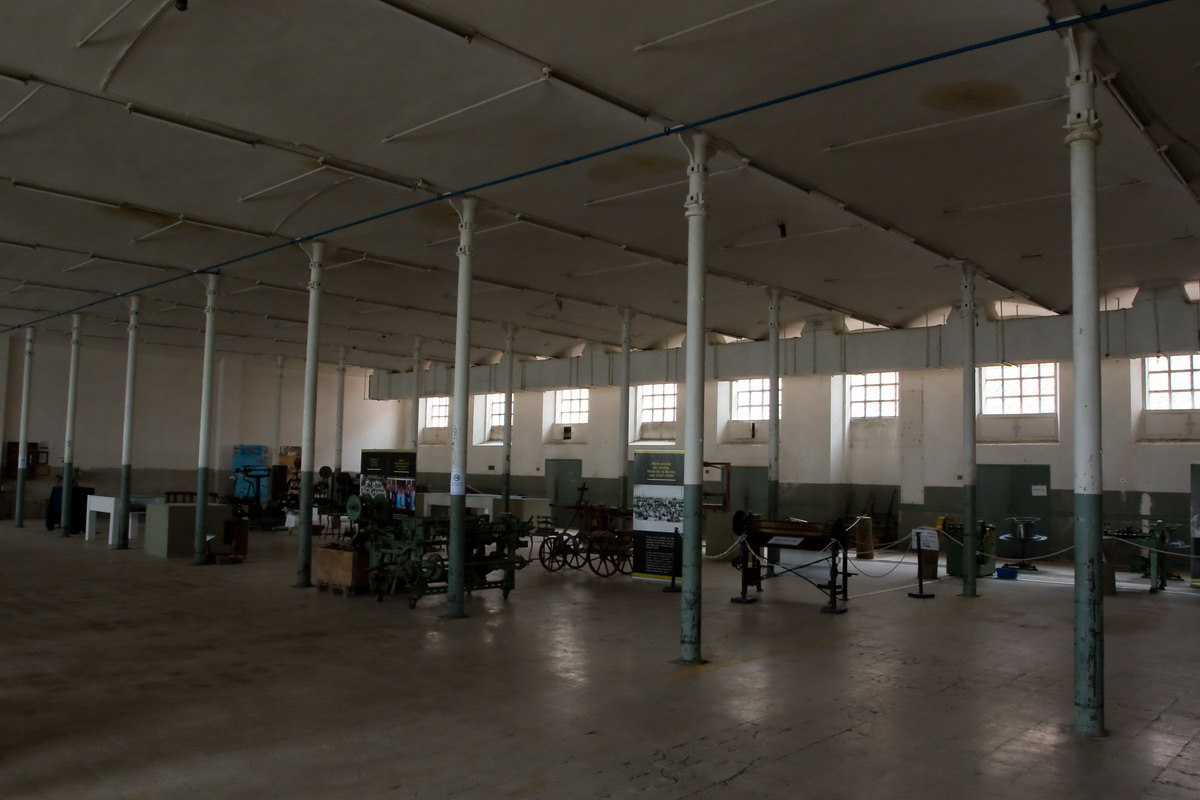
Interior de una nave con un pequeño museo.
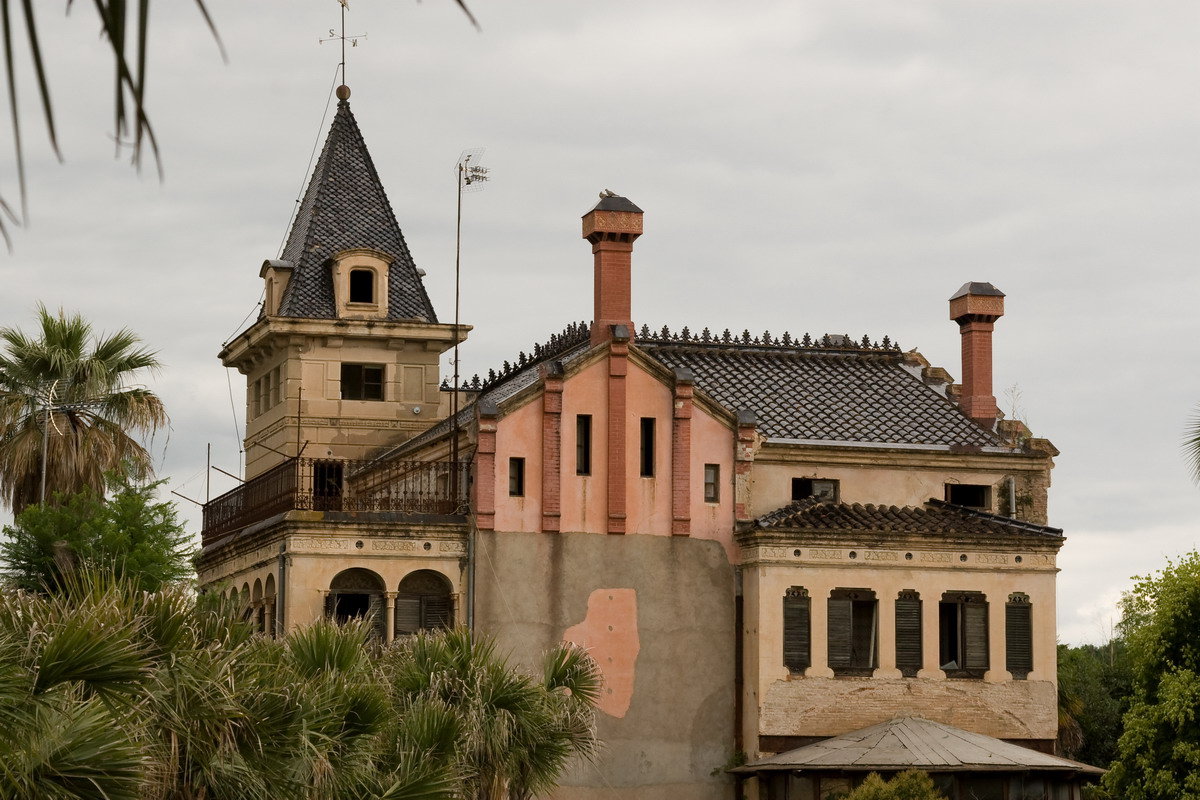
Villa Eulalia, residencia en Anglés de la familia Burés (inicios siglo XX)

La familia dispuso de una residencia justo delante de la fábrica de Anglés, llamada "Villa Eulalia", el nombre de la esposa de Francisco Burés. Se trata de una casa modernista de 700 m² en dos plantas de autor desconocido, aunque parece que Rafael Masó hizo alguna intervención.